# Пушкинский сквер (Владикавказ)

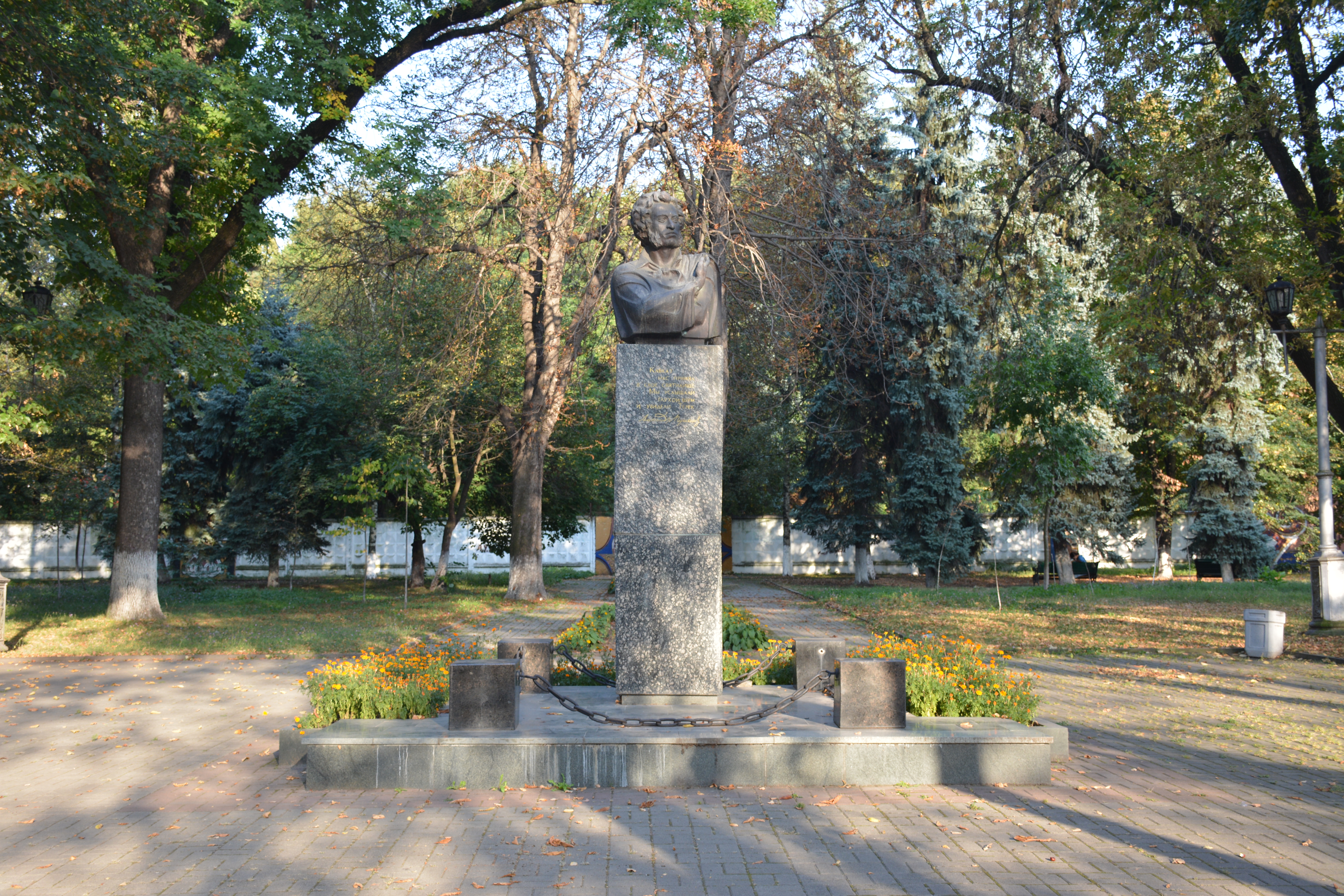
Бюст Александра Пушкина

«Пушкинский сквер» — городской парк в Иристонском районе города Владикавказа, Северная Осетия-Алания. Достопримечательность, объект культурного наследия России регионального значения. Внесён в реестр памятников природы Северной Осетии (№ 1510161). Площадь сквера — 0,7 га.
Разбит на месте Владикавказской крепости. В парке же находился дом для проезжающих, где в мае и августе 1829 года останавливался, путешествуя по Кавказу, поэт А. С. Пушкин, а также сосланные на Кавказ декабристы.

## Расположение
Сквер ограничен на северной стороне улицей Церетели со зданием гимназии № 5 (объект культурного наследия), на восточной — военным госпиталем (в начале XIX века на этом месте располагалась центральная часть Владикавказской крепости с Дворцом губернатора, который является объектом культурного наследия), на южной — улицей Мордовцева (участок от пересечения с улицей Димитрова до военного госпиталя находится на территории Управления ФСБ по Северной Осетии) и на западной — улицей Ленина со зданием Правительства Северной Осетии (объект культурного наследия).

## История
Сквер сформировался в середине XIX века. Первоначально назывался Нестеровским сквером по имени коменданта Владикавказской крепости и позднее — первого начальника Владикавказского округа Петра Нестерова (1808—1854). Впервые отмечен на плане Владикавказа от 1898 года.
Первоначально на месте современного сквера располагался находившийся в самом центре Владикавказской крепости войсковой храм Терского казачьего войска, построенный по указу Екатерины II от 9 мая 1795 года. Этот храм во имя Иоанна Предтечи упоминается в 1806 году. В 1818 году на его месте по указу был построен деревянный войсковой Спасо-Преображенский храм, который после перестройки здания в 1858—1859 годах приобрёл статус собора и передан в 1863 году в собственность города. С 1897 года храм принадлежал Терскому казачьему войску. В ограде собора были похоронены военачальники, знатные жители Владикавказа.
Позади собора располагался дворец начальника Терской области и наказного атамана Терского казачьего войска (в настоящее время это место полностью находится на территории современного госпиталя). От дворца, располагавшегося на пригорке, спускался вниз до Спасо-Преображенского собора небольшой парк, получивший название Нестеровский сквер после кончины Петра Нестерова. В 1899 году по решению городской Думы сквер приобрёл современное наименование.
Впоследствии сквер значительно расширился и достиг своих границ Михайловской площади (современная Площадь Свободы). В 1880-х годах в центре сквера была построена Царская беседка, сооружённая к визиту Александра III.
В 1920-х годах эту беседку разрушили, а Пушкинский парк переименовали в сквер Красных пожарников. Это наименование было получено от близлежащей пожарной части, располагавшейся на территории бывшего кинотеатра «Октябрь», построенного в 1967 году по проекту архитектора В. Ф. Белова. В 1927 году в номере 6 журнала «Крокодил» была опубликована карикатура об этом переименовании, в которой Александр Пушкин изображался в шлеме пожарника. Через некоторое время прежнее наименование возвратили.
В 1930-х годах на западной стороне сквера построили административное здание. В настоящее время на этом месте находится Дом правительства Северной Осетии. В 1930-е годы был разрушен Спасо-Преображенский собор, на его месте сохранилось лишь кладбище с могилами знатных владикавказцев.
В 1937 году к столетию смерти Александра Пушкина из Москвы пришёл запрос к местным властям о существовании Пушкинского сквера. Местные власти снесли кладбище и на его месте разбили современный парк, установив в его центре бюст поэта, сообщив в Москву, что этот новый сквер и есть тот самый дореволюционный Пушкинский сквер.
Объекты
- Бюст Александра Пушкина в центре сквера. Установлен в 1994 году. Автор — скульптор В. В. Хаев[12].
- Памятный знак на углу с улицей Церетели

## Биология
Преобладают искусственные старовозрастные посадки древесных пород. В сквере произрастают берёза повислая, ясень обыкновенный, конский каштан и ель колючая. Высота березы, ясеня и конского каштана достигает 20 м, при диаметре стволов от 30 до 50 см. Травянистые покров отличается небольшим разнообразием. В нём преобладают плевел многолетний, мятлик полевой, клевер ползучий, черноголовка обыкновенная и подорожник большой.
В сквере обитают горлица кольчатая, дятел пёстрый, скворец обыкновенный, сойка, сорока, ворона серая, славка серая, славка черноголовая, горихвостка обыкновенная, дрозд чёрный, синица большая, лазоревка обыкновенная и воробей домовой.